# Didymosphaeria arenaria
Didymosphaeria arenaria är en lavart som beskrevs av Mont. 1889. Didymosphaeria arenaria ingår i släktet Didymosphaeria och familjen Didymosphaeriaceae.   Inga underarter finns listade i Catalogue of Life.